# 후릉 (조선)
후릉(厚陵)은 조선의 제2대왕인 정종과 정안왕후의 능묘로 조선민주주의인민공화국 개성시 판문구역에 있으며, 태종 12년인 1412년에 조성되었다. 조선의 왕릉 중에는 태조의 비인 신의왕후의 제릉과 더불어 조선민주주의인민공화국(개성)에 있으며, 또한 왕릉 가운데, 최초로 왕과 왕비의 봉분을 나란히 난간석으로 연결한 쌍릉의 형식을 취하고 있다.

## 개요
태종 12년인 1412년 6월 25일 정안왕후가 58세의 나이로 승하하여 후릉에 안장되었다. 그로부터 7년 뒤 정종이 승하하여 난간석으로 두 봉분을 연결하여 쌍릉을 이루었다. 위치는 강화도 북쪽 예성강의 맞은 편으로 가까운 거리에 있다.
북한에 있기 때문에 모후의 능, 제릉(齊陵)과 함께 세계유산 신청에서는 제외되었다.
- 위치: 경기도(개성특별시) 개풍군 흥교면(興敎面) 흥교리, 북위 37° 50′ 1.017″ 동경 126° 32′ 3.1488″ / 북위 37.83361583°  동경 126.534208000°

## 같이 보기
- 조선의 왕릉
- 제릉 (태조의 원비 신의왕후의 능, 개성시)